# Timo Räisänen
Timo Peter Räisänen, né le 25 juillet 1979 à Göteborg, est un musicien suédois. Il était auparavant connu en tant que guitariste du groupe d'accompagnement de Håkan Hellström et joue désormais en solo.

## Biographie
Timo Räisänen est finno-suédois, mais sa mère est née en Inde (d'où le nom de l'un de ses albums, I'm Indian). Elle-même est née d'un père suédois et d'une mère anglo-indienne. Le père de Timo est finlandais, mais a grandi au Brésil. Lorsque les parents de Timo se sont rencontrés, ils ont décidé d'emménager en Suède. Timo Räisänen grandit à Kåhög, un village situé près de Göteborg. Durant son enfance, il chante à la chorale masculine de Göteborg (sv). Cependant, Timo et ses parents ne parlaient ni suédois ni finnois à la maison : la langue maternelle de Timo est l'anglais.
En 1999, Timo Räisänen effectue sa conscription au journal Värnpliktsnytt (sv).

## Carrière musicale
Räisänen étudié à la Göteborgs högre samskola (sv), où Håkan Hellström a également été. Il entre rapidement dans le groupe d'accompagnement de Hellström, où il joue en tant que guitariste et choriste. Il commence sa carrière solo en automne 2004, et obtient du succès en Suède. Il est notamment connu pour ses reprises de chansons de registres musicaux différents, comme par exemple About You Know des Sugababes.
Son troisième album Love Will Turn You Around (sv) sort le 29 août 2007 ; le premier single, Sweet Marie, est sorti le 9 mai. La face B du disque comporte une reprise de You Are Loved (Don't Give Up) de Josh Groban.
Räisänen a également joué au sein du groupe Her Majesty (sv) ainsi que dans plusieurs autres groupes. Il a également écrit la chanson Kom kampsång avec Lasse Lindh (sv).
Räisänen est l'un des choristes de l'émission Körslaget (en) 2008–2009, 
La chanson Aldrig långt bort, qui est une chanson patriotique locale que Timo Räisänen a écrit pour la campagne publicitaire de la compagnie Göteborg Energi, est sortie en janvier 2011.
En février 2011, Timo Räisänen effectue une tournée en Allemagne, où il joue dans cinq villes différentes, dont Berlin et Hambourg.
Son sixième album, Endeavor (sv), sort en 2012. En 2013, il remporte un Grammis en compagnie de Kalle Moradeus.
À l'automne 2013, Timo Räisänen est vainqueur de l'émission musicale Alla tiders hits (sv) avec la chanson Lyckliga Gatan.

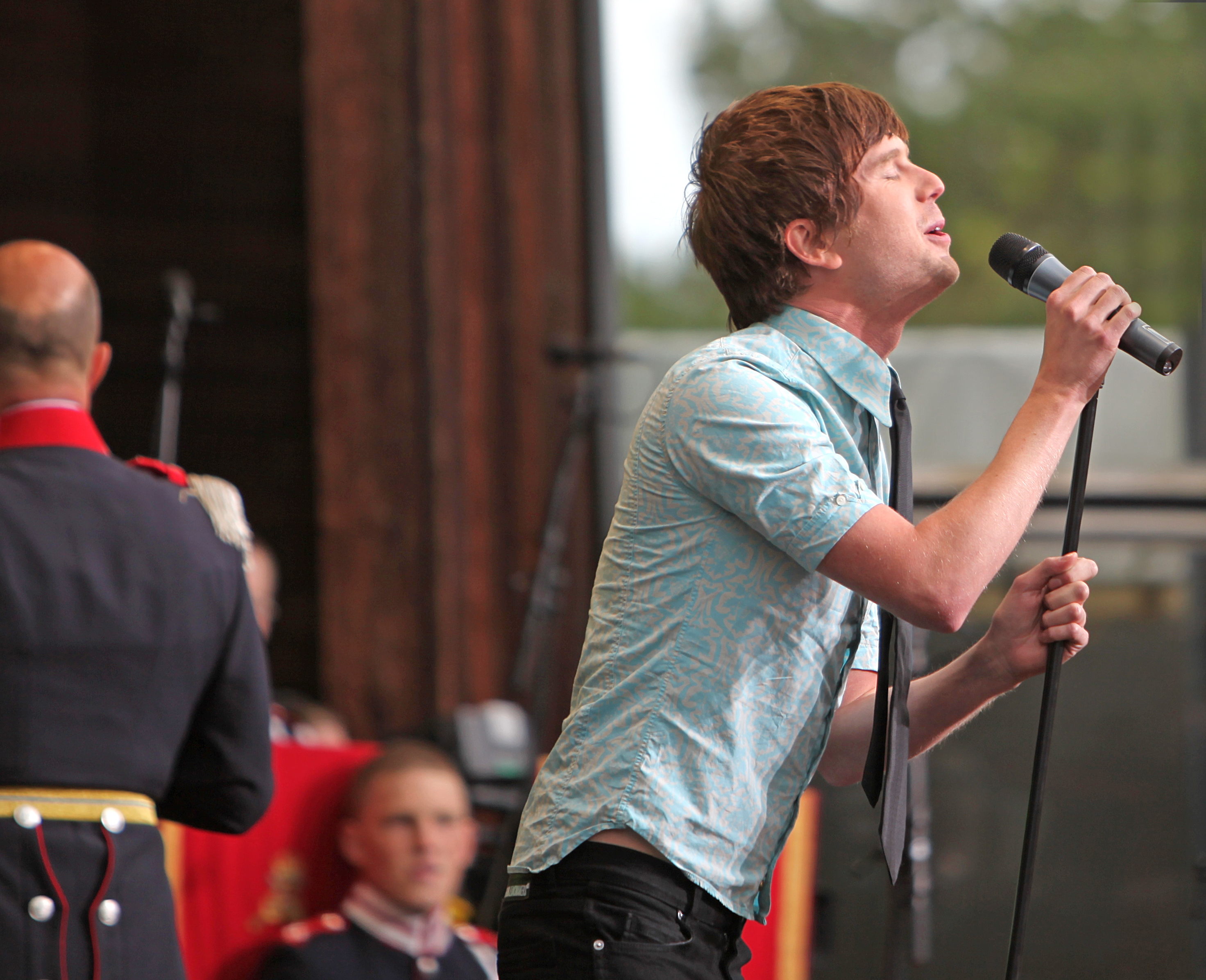
Timo Räisänen en 2009
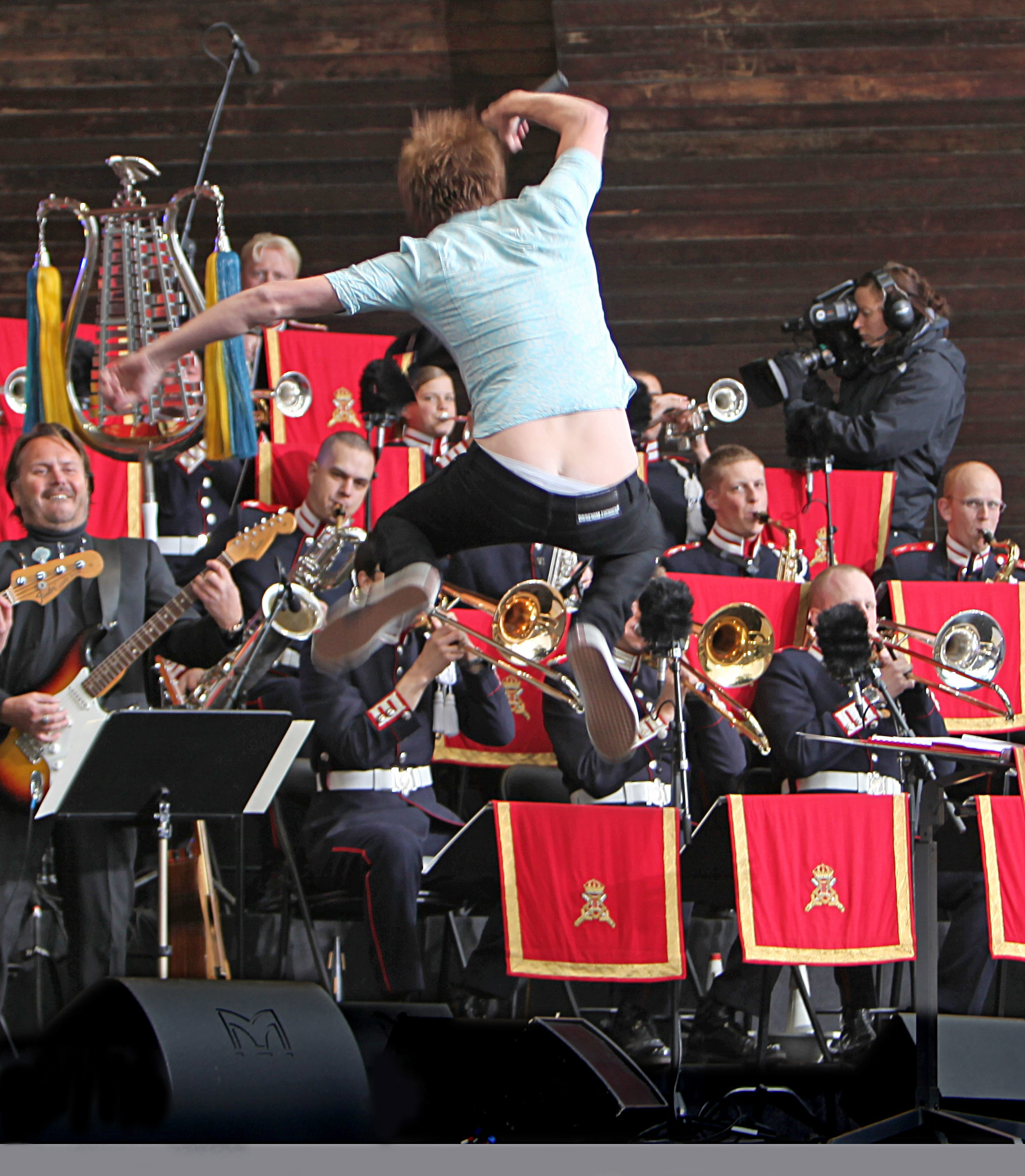
Timo Räisänen à Skansen en 2009
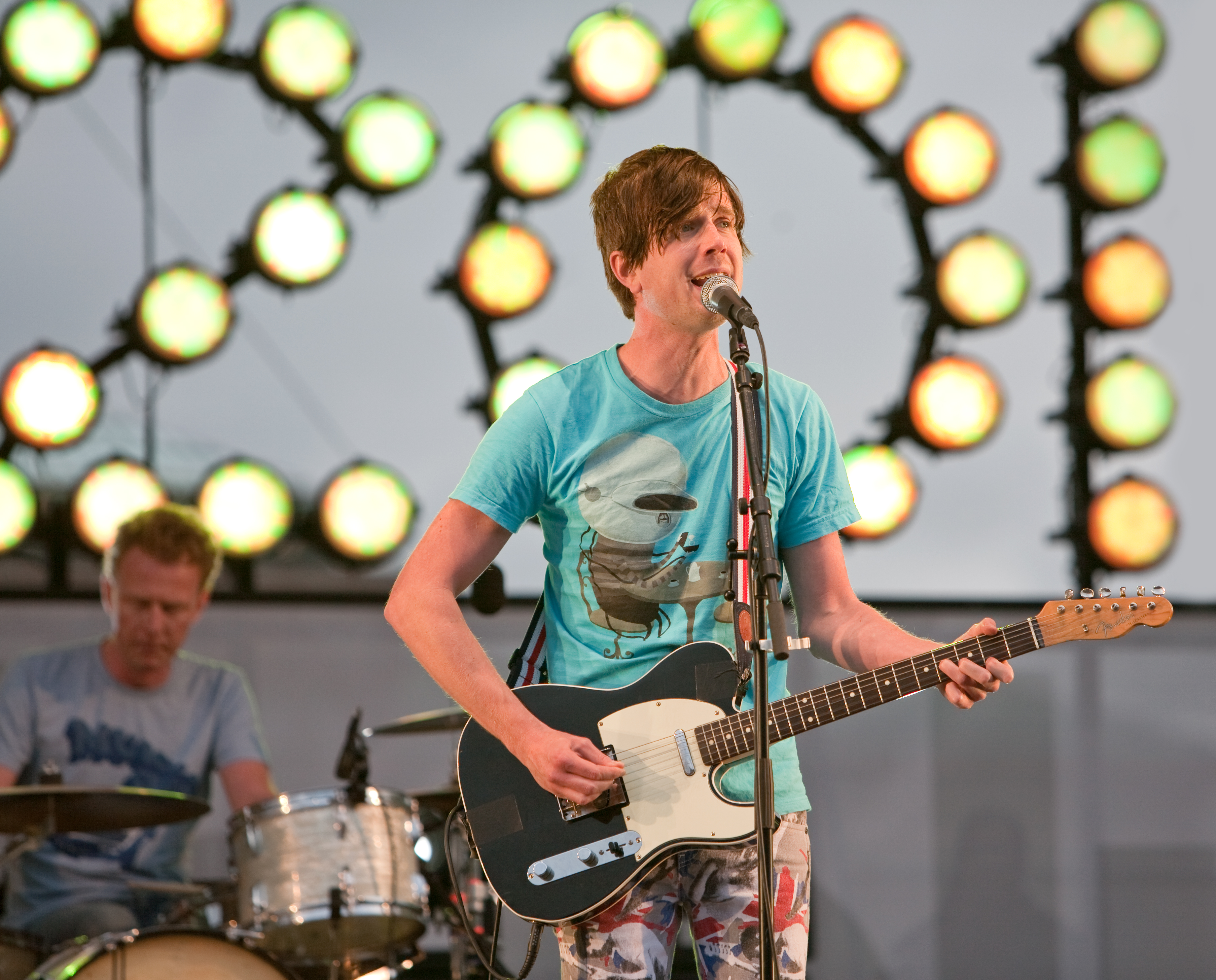
Timo Räisänen à LOVE Stockholm en 2010
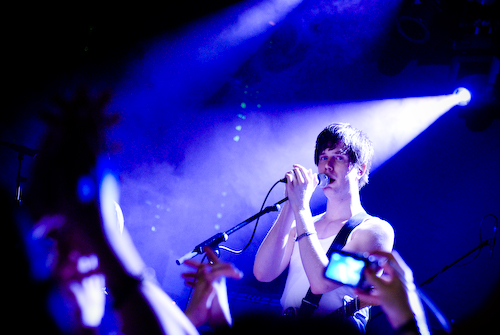
Timo Räisänen sur scène aux Jardins de Tivoli à Copenhague en 2008

## Discographie

### Albums studio
- 2005 : Lovers Are Lonely (sv)
- 2006 : I'm Indian (sv)
- 2007 : Love Will Turn You Around (sv)
- 2008 : ...And Then There Was Timo (sv)
- 2010 : The Anatomy of Timo Räisänen (sv)
- 2012 : Endeavor (sv)[1]

### Singles
- 2004 : Lovers Are Lonely (sv)
- 2005 : Don't Let the Devil Ruin It All (sv)[2]
- 2005 : Pussycat (sv)
- 2006 : Fear No Darkness, Promised Child (sv)
- 2006 : Let's Kill Ourselves a Son (sv)
- 2007 : Sweet Marie (sv)
- 2007 : My Valentine
- 2008 : Sixteen
- 2008 : Spill Your Beans
- 2008 : About You Now
- 2010 : Numbers
- 2010 : Outcast
- 2010 : Hollow Heart
- 2012 : Second Cut
- 2013 : January, Taken
- 2013 : Lyckliga Gatan[1]

## Récompenses
- P3 Guld (sv) : artiste masculin de l'année 2007
- P3 Guld : Guldmicken 2008